# Brisíngides
Els brisíngides (Brisingida) són un ordre d'equinoderms asteroïdeus de profunditat. Normalment tenen de 6 a 16 braços llargs i estrets usats en la seva alimentació suspensívora.

## Taxonomia
Conté unes 110 espècies en 16 gèneres i 2 famílies:
- Família Brisingidae, G.O. Sars, 1875
  - Gènere Astrolirus, Fisher, 1917
  - Gènere Astrostephane, Fisher, 1917
  - Gènere Brisinga Asbjørnsen, 1856 (sin. Craterobrisinga, Fisher, 1916)
  - Gènere Brisingaster Loriol, 1883
  - Gènere Brisingenes Fisher, 1917
  - Gènere Hymenodiscus Perrier, 1884
  - Gènere Midgardia Downey, 1972
  - Gènere Novodinia Dartnall, Pawson, Pope & B.J. Smith, 1969 (sin. Odinia, Perrier, 1885)
  - Gènere Odinella Fisher, 1940
  - Gènere Stegnobrisinga Fisher, 1916

- Família Freyellidae, Downey, 1986
  - Gènere Astrocles Fisher, 1917
  - Gènere Belgicella Ludwig, 1903
  - Gènere Colpaster Sladen, 1889
  - Gènere Freyastera Downey, 1986
  - Gènere Freyella Perrier, 1885 (sin. Freyellidea, Fisher, 1917)
  - Gènere Freyellaster Fisher 1918